# 2010年バンクーバーオリンピックのノルウェー選手団
2010年バンクーバーオリンピックのノルウェー選手団（2010ねんバンクーバーオリンピックのノルウェーせんしゅだん）は、2010年2月12日から2月28日までカナダのブリティッシュコロンビア州バンクーバー市で開催された2010年バンクーバーオリンピックのノルウェー選手団、およびその競技結果。

## 概要
今大会は金メダル9個、銀メダル8個、銅メダル6個の合計23個のメダルを獲得した。
クロスカントリースキーでは、マリット・ビョルゲンが女子15kmパシュートと女子スプリントと女子4x5kmリレーでの金メダルの他、女子30kmクラシカルで銀メダル、女子10kmフリーで銅メダルとなるなど女子全6種目のうち5種目でメダルを獲得した。

## メダル
| メダル | 選手名                                                                                                | 競技                   | 種目               |
| ------ | --- | ---------------------- | ------------------ |
| 金     | アクセル・ルンド・スヴィンダル                                                                        | アルペンスキー         | 男子スーパー大回転 |
| 金     | ペッテル・ノールトゥグ                                                                                | クロスカントリースキー | 男子50kmクラシカル |
| 金     | マリット・ビョルゲン                                                                                  | クロスカントリースキー | 女子15kmパシュート |
| 金     | マリット・ビョルゲン                                                                                  | クロスカントリースキー | 女子スプリント     |
| 金     | オイステイン・ペテルセン ペッテル・ノールトゥグ                                                       | クロスカントリースキー | 男子団体スプリント |
| 金     | ヴィベケ・スコフテルート テレーセ・ヨーハウグ クリスティン・ストルメル・スタイラ マリット・ビョルゲン | クロスカントリースキー | 女子4×5kmリレー    |
| 金     | トラ・ベルゲル                                                                                        | バイアスロン           | 女子個人           |
| 金     | エミル・ヘグル・スベンセン                                                                            | バイアスロン           | 男子個人           |
| 金     | ハルワルド・ハーネボル タリアイ・ボー エミル・ヘグル・スベンセン オーレ・アイナル・ビョルンダーレン   | バイアスロン           | 男子リレー         |
| 銀     | アクセル・ルンド・スヴィンダル                                                                        | アルペンスキー         | 男子滑降           |
| 銀     | チェーティル・ヤンスルード                                                                            | アルペンスキー         | 男子大回転         |
| 銀     | マルティン・ヨンスル・スンビ オッド＝ビョルン・イエルメセト ラーシュ・ベルゲル ペッテル・ノールトゥグ | クロスカントリースキー | 男子4×10kmリレー   |
| 銀     | マリット・ビョルゲン                                                                                  | クロスカントリースキー | 女子30kmクラシカル |
| 銀     | ヘッダ・ベルントセン                                                                                  | フリースタイルスキー   | 女子スキークロス   |
| 銀     | エミル・ヘグル・スベンセン                                                                            | バイアスロン           | 男子スプリント     |
| 銀     | オーレ・アイナル・ビョルンダーレン                                                                    | バイアスロン           | 男子個人           |
| 銀     | トマス・ウルスル トルガー・ネルガート クリストファー・スボエ ホーバル・ペテルソン トマス・ロエボル    | カーリング             | 男子               |
| 銅     | アクセル・ルンド・スヴィンダル                                                                        | アルペンスキー         | 男子大回転         |
| 銅     | ペッテル・ノールトゥグ                                                                                | クロスカントリースキー | 男子スプリント     |
| 銅     | マリット・ビョルゲン                                                                                  | クロスカントリースキー | 女子10kmフリー     |
| 銅     | アンデシュ・バーダル トム・ヒルデ ヨハン・レメン・エベンセン アンデシュ・ヤコブセン                   | スキージャンプ         | 男子ラージヒル団体 |
| 銅     | アウドゥン・グラエンボル                                                                              | フリースタイルスキー   | 男子スキークロス   |
| 銅     | ハバルト・ボッコ                                                                                      | スピードスケート       | 男子1500m          |